# Parmularia depressa
Parmularia depressa är en mossdjursart som beskrevs av Canu och Bassler 1929. Parmularia depressa ingår i släktet Parmularia och familjen Parmulariidae. Inga underarter finns listade i Catalogue of Life.